# شهرستان کوآس (نیوهمپشایر)
شهرستان کوآس واقع در ایالت نیوهمپشر است. جمعیت این شهرستان بر اساس سرشماری سال ۲۰۱۰ آمریکا ۳۳۰۵۵ نفر گزارش شده‌است. مرکز شهرستان کوآس شهر لنکستر است.این شهرستان در سال ۱۸۰۳ بنیان‌گذاری شده‌است.